# حفل تنصيب بيل كلينتون الأول
أقيم أول حفل تنصيب بيل كلينتون الرئاسي ليصبح الرئيس الثاني والأربعين للولايات المتحدة يوم الأربعاء 20 يناير 1993، في الواجهة الغربية لمبنى الكابيتول في واشنطن العاصمة. كان هذا هو التنصيب الثاني والخمسين، وبداية الفترة الرئاسية الأولى لبيل كلينتون كرئيس وآل جور كنائب لرئيس الولايات المتحدة. كان بيل كلينتون في 46 سنوات و154 أيام من عمره وقت توليه منصبه الأول، وثالث أصغر شخص يصبح رئيسًا، وأول شخص من جيل طفرة المواليد.

## أحداث ما قبل التنصيب
كانت هناك أحداث ما قبل التنصيب استمر لمدة يومين كجزء من احتفال تنصيب الرئيس عام 1993، أقيم في الفترة من 17 إلى 19 يناير. حيث احتشد مليون شخص في منتزه ناشونال مول بين كابيتول هيل ونصب واشنطن التذكاري. مع امتداد الخيام بينهما، قيل إنه أكبر مهرجان أقيم على الإطلاق في ناشونال مول. انطلقت الحفلة الموسيقية التي استمرت لساعات حضر مئات الآلاف من الأشخاص الحفل الموسيقي المجاني، والذي ضم الموسيقيين مايكل جاكسون وأريثا فرانكلين ومايكل بولتون وتوني بينيت وبوب ديلان وديانا روس ومغني الراب إل إل كول جي. في ذلك الأحد سجلت مترو ريل 440,138 رحلة، محطمة الرقم القياسي ليوم الأحد الذي سجل في مسيرة 5 أبريل 1992 من أجل حياة المرأة، ومسجلة رقمًا قياسيًا سيتم كسره في 4 يوليو التالي.

### حفل قرع الجرس
في السابع عشر من يناير ألقى الرئيس المنتخب كلينتون كلمة أمام الحشود في احتفال قصير بقرع الجرس للإشارة إلى تنصيبه، بعد أن قاد موكبًا عبر جسر ميموريال من واشنطن العاصمة إلى أرلينجتون بولاية فيرجينيا. وتضمن الحفل شريط فيديو قصيرًا وبيانًا من طاقم مكوك الفضاء إنديفور، ووصلات فيديو مباشرة من مركز التحكم في البعثة التابع لوكالة ناسا في هيوستن بولاية تكساس وجنوب وسط لوس أنجلوس وأوكلاهوما وناشفيل وسان فرانسيسكو وتالاهاسي وليتل روك وسان أنطونيو وفيلادلفيا وكيمز كانيون بولاية أريزونا وأتلانتا، حيث تجمعت الحشود للمشاركة في حفل قرع الجرس لإظهار وحدة الأمة، وفي الساعة 6 مساءً أمسك كلينتون و آل غور، بمساعدة أطفالهما، بالحبل الأحمر المتصل بالجرس واختتم عرض مذهل للألعاب النارية الأحداث العامة في المساء.

### زيارة مقبرة أرلينجتون
في التاسع عشر من يناير، زار كلينتون مقبرة أرلينجتون الوطنية لزيارة قبري جون ف. كينيدي وروبرت ف. كينيدي. لم تكن الزيارة ضمن جدول كلينتون، ولم يُسمح إلا لمجموعة صغيرة من المراسلين والمصورين بمشاهدة التجمع من مسافة 150 ياردة. بعد الركوع عند القبر لبضع لحظات، وضع كل من آل كلينتون وردة بيضاء على قبر روبرت كينيدي، الذي أُطلِق عليه الرصاص في الخامس من يونيو عام 1968، أثناء حملته الانتخابية للرئاسة. ثم سار كلينتون بمفرده إلى قبر جون ف. كينيدي ووضع وردة بيضاء أخرى على العلامة وركع لعدة ثوانٍ أمام القبر. التقت كلينتون بالرئيس كينيدي لفترة وجيزة عندما كان مراهقًا في عام 1963، وكان الفضل في ذلك اللقاء هو الذي قاده إلى دخول الخدمة العامة.